# Elżbieta Kopocińska
Elżbieta Katarzyna Kopocińska, dawniej Kopocińska-Bednarek (ur. 8 lipca 1968 w Lubaniu) – polska aktorka głosowa i reżyser dubbingu, członkini Stowarzyszenia Filmowców Polskich.
W 1987 ukończyła Liceum Ogólnokształcące im Adama Mickiewicza w Lubaniu. W 1992 ukończyła studia na Wydziale Lalkarskim we Wrocławiu Państwowej Wyższej Szkoły Tetralnej w Krakowie. 19 grudnia 1992 debiutowała w roli Anioła w „Pastorałce” w Teatrze Miejskim w Gdyni. W latach 1992–1993 występowała w Teatrze Miejskim w Gdyni. Była żoną aktora Tomasza Bednarka. Mają dwóch synów: Krzysztofa i Adama.

## Reżyseria dubbingu
- 2021: Thunder Force
- 2021: Snoopy i jego Show
- 2021: Ulica Strachu - część 3: 1666
- 2021: Ulica Strachu - część 2: 1978
- 2021: Wiedźmin: Zmora Wilka
- 2020: Tajemniczy ogród
- 2019: Jak wytresować smoka 3
- 2019: Wiedźmin (serial)
- 2019: Jumanji: Następny poziom
- 2019: Klub Kaylie
- 2019: Nieuchwytni
- 2018: Jurassic World: Upadłe królestwo
- 2018: Pacific Rim: Rebelia
- 2018: Bumblebee
- 2017: Power Rangers
- 2017: Azyl
- 2017: Emotki. Film
- 2017: Przytul mnie (serial)
- 2017: Jumanji: Przygoda w dżungli
- 2017: Vikki RPM (serial) – odc. 1-3, 28-30
- 2017: Transformers: Ostatni rycerz
- 2016: Łowca i Królowa Lodu
- 2016: Warcraft: Początek
- 2016: Bogowie Egiptu
- 2016: Kubo i dwie struny
- 2015–2016: Czarownica Emma (serial)
- 2015: Minionki
- 2015: Odlotowa przygoda
- 2014: Transformers: Wiek zagłady
- 2013: Minionki rozrabiają
- 2013: Klopsiki kontratakują
- 2013: Gra Endera
- 2013: Skubani
- 2013: Powrót na wyspę Nim
- 2013: Rodzinka nie z tej Ziemi
- 2013: Tarzan: Król dżungli
- 2012: Królewna Śnieżka
- 2012: Lorax
- 2012: ParaNorman
- 2012: Strażnicy marzeń
- 2012: Wojownicze Żółwie Ninja (serial)
- 2011: Wiedźmin 2: Zabójcy królów
- 2011: Wymiatacz
- 2011: Heca w zoo
- 2011: Krowy na wypasie
- 2011: Kung Fu Panda 2
- 2011: Power Rangers Samurai
- 2011: Kung Fu Panda: Legenda o niezwykłości (serial)
- 2010: Kung Fu Panda: Święta, święta i Po
- 2010: Kung Fu Panda: Sekrety Potężnej Piątki
- 2010: Artur i Minimki 3. Dwa światy
- 2010: Zakochany wilczek
- 2010: Ostatni władca wiatru
- 2010: Jak ukraść księżyc
- 2010: Jak wytresować smoka
- 2010: Potwory kontra Obcy: Dynie-mutanty z kosmosu
- 2009: Potwory kontra obcy: Wielka ucieczka B.O.B.-a
- 2009: Klopsiki i inne zjawiska pogodowe
- 2009: Potwory kontra Obcy
- 2009: Hotel dla psów
- 2009: Planeta 51
- 2009: Artur i zemsta Maltazara
- 2008–2009: Drake i Josh (serial)
- 2008: Mass Effect
- 2008: Kung Fu Panda
- 2008: Kroniki Spiderwick
- 2007: Koń wodny: Legenda głębin
- 2007: Don Chichot
- 2007: ICarly
- 2007: Film o pszczołach
- 2007: Most do Terabithii
- 2007: Wiedźmin (gra komputerowa)
- 2006–2009: Harcerz Lazlo
- 2006–2007: Płaskmania
- 2006: Pajęczyna Charlotty
- 2006: Sposób na rekina
- 2006: Heroes of Might and Magic V
- 2006: Kryptonim: Klan Na Drzewie: Operacja ZERO
- 2005–2008: Ufolągi (odc. 27-39, 41-42, 45-47)
- 2005: Rekin i Lava: Przygoda w 3D
- 2005: Karol. Człowiek, który został papieżem
- 2004: Żony ze Stepford
- 2004: Maleństwo i przyjaciele
- 2004: Van Helsing: Londyńskie zlecenie
- 2004: Królik Bystrzak dla Drugoklasisty: Misja na Ser-io (gra)
- 2004: Balto III: Wicher zmian
- 2003–2004: Zakręceni gliniarze
- 2003: Piotruś Pan
- 2003: Kot
- 2003: Jakub Jakub
- 2003: Głosy z głębin 3D
- 2003: Kod Lyoko
- 2003: Old School: Niezaliczona
- 2003: Martin Tajemniczy
- 2002: Kryptonim: Klan na drzewie
- 2002: Bawmy się Sezamku
- 2002: Mikołaj kontra Bałwanek
- 2001–2004: Bliźniaki Cramp
- 2001: Małe zoo Lucy
- 2000: Grinch: świąt nie będzie
- 2000–2003: X-Men: Ewolucja
- 1996–1998: Mała księga dżungli
- 1994–1998: Magiczny autobus

## Polski dubbing
- 2021: Ulica Strachu - część 3: 1666
- 2021: Ulica Strachu - część 2: 1978 – Reporterka
- 2019: O psie, który wrócił do domu
- 2019: Angry Birds 2 (film) – Courtney
- 2019: Jumanji: Następny poziom – Kobieta z ciastkami
- 2019: O Yeti!
- 2018: Jaskiniowiec
- 2018: Grinch
- 2018: Rodzina od zaraz – Pani Fernandez
- 2018: Bumblebee – Fracture
- 2018: Hotel Transylwania 3
- 2017: Potworna rodzinka – Jagoda
- 2017: Emotki
- 2017: Magiczna zima Muminków – Leśne stworzonko
- 2017: Hej Arnold! Przygoda w dżungli – Miriam
- 2017: Zombillenium – Nauczycielka
- 2017: Transformers: Ostatni rycerz – Syntezator
- 2017: An American Girl Story - Ivy & Julie 1976: A Happy Balance – Głos z trybun
- 2016: Alfa i Omega: Zima zła – Agniecha
- 2016: Sing (film 2016) – Głos z tłumu
- 2016: Bruno i Bucior: Wskakujcie do basenu – Eugenia Scrimmage
- 2015: Hotel Transylwania 2
- 2015: Minionki – Broń ostatecznej zagłady
- 2015: Alfa i Omega 5: Family vacation – Agniecha
- 2014: Noe: Wybrany przez Boga
- 2014: Transformers: Wiek zagłady – Głos z reklam KSI / Spikerka TV / Modelka KSI
- 2014: Czarownica Emma – Christine Miller
- 2014: Petz Klub – 
  - Mama Sophie / Sąsiadka Matyldy / Pani z ciastem / Właścicielka łasicy / Sąsiadka Kevina / Sonia / Dziewczynka z piaskownicy / Pani z parku / Helena / Mama Lorenzo / Ela / Spikerka
- 2014: Alfa i Omega III: Igrzyska w wilczym stylu – Agniecha
- 2013: Minionki rozrabiają
- 2013: Marvel Avengers: Zjednoczeni – Pani Eames
- 2013: Piorun i magiczny dom – Pani Eames
- 2013: Sanjay i Craig
- 2012: Lorax
- 2012: Hotel Transylwania
- 2012: Wojownicze Żółwie Ninja (serial animowany 2012) – Joan Grody / Szmaragdylia
- 2012: Mega Spider-Man – komputer helicarriera
- 2011: Przygody Tintina – Pani Szczygiełek
- 2011: Wiedźmin 2: Zabójcy królów –
  - Liwa,
  - Moril,
  - różne postacie
- 2010: God of War: Duch Sparty – Erynie
- 2010: Biała i Strzała podbijają kosmos
- 2010: Shrek Forever
- 2010: Mass Effect 2 – Enyala
- 2008: Troo –
  - Mama Troo,
  - Mama Skejta,
  - Matematyczka
- 2008: Kung Fu Panda
- 2007: Wiedźmin –
  - Karolina,
  - Szlachcianka
- 2007: Król Maciuś Pierwszy – Maciuś
- 2007: Supercyfry – Cyfra 3
- 2007: Pada Shrek – Dziewczyna Ciastka
- 2007: ICarly –
  - Mama Nevela,
  - Matka z synkiem (odc. 2),
  - Głos Sekretarki (odc. 12, 26),
  - Kuzynka Sam robiąca tatuaże (odc. 20),
  - Dyrektorka BrainWorld (odc. 21),
  - Ciocia Dorfman (odc. 22),
  - Nauczycielka Biologii (odc. 23),
  - Matka Emilii (odc. 28),
  - Prowadząca Wiadomości (odc. 37),
  - Jurorka w walce o żarcie (odc. 52),
  - Matka Gibbiego (odc. 62, 64)
- 2007: High School Musical 2
- 2006: Wpuszczony w kanał
- 2006: Sposób na rekina
- 2006:  Supercyfry – Cyfra 3
- 2005: Niania – Letycja
- 2005: Prosiaczek Cienki - Myszka
- 2005: Karol. Człowiek, który został papieżem – Niemowlę
- 2005: Wallace i Gromit: Klątwa Królika
- 2005: Ufolągi –
  - Mama Swanky’ego (III seria),
  - Komputer bańki,
  - Komputer w fabryce toffi
- 2004–2007: Drake i Josh – Nauczycielka
- 2004: Mulan II
- 2004: Mickey: Bardziej bajkowe święta
- 2004: Terminal
- 2003: Gdzie jest Nemo?
- 2003: Old School: Niezaliczona
- 2003: Atlantyda: Powrót Milo – Pielęgniarka
- 2003: Misiowanki
- 2002: Złap mnie, jeśli potrafisz
- 2002: Król Maciuś Pierwszy – Maciuś
- 2002: Gwiezdne wojny: część II – Atak klonów –
  - Cordé,
  - Beru Lars,
  - Zam Wesell,
  - Dziecko Jedi,
  - Kelnerka Droid,
  - Królowa Jamillia
- 2001–2004: Bliźniaki Cramp – Marie
- 2001: Spirited Away: W krainie bogów
- 2000–2003: X-Men: Ewolucja – Amanda Sefton
- 2000–2002: Owca w Wielkim Mieście
- 2000: Uciekające kurczaki – Babs
- 2000: Franklin i zielony rycerz
- 2000: Nowe szaty króla
- 1999–2000: Mike, Lu i Og – Mike
- 1999: SpongeBob Kanciastoporty – Karen
- 1998: Batman i Mr. Freeze: Subzero
- 1998: Srebrny Surfer – Shalla-Bal
- 1998: Przygody Kuby Guzika
- 1997–1999: Traszka Neda – Ned
- 1997–1998: Dzielne żółwie: Następna mutacja – Venus de Milo
- 1997–1998: 101 Dalmatyńczyków
- 1997: Myszorki na prerii
- 1997: Księżniczka Sissi
- 1997: Batman i Superman
- 1997: Piękna i Bestia. Zaczarowane święta – Angelique
- 1996–1997: Incredible Hulk –
  - Matka Taylora (odc. 6),
  - różne głosy
- 1996: Kosmiczne Biuro Śledcze – Casey Taylor
- 1996: Ucieczka
- 1996: Miłość i wojna
- 1995–2002: Timon i Pumba –
  - Ofiara #3,
  - Dziewczyna #1
- 1995–1996: Maska –
  - Selina,
  - Lekarka
- 1995: Księżniczka Tenko – Księżniczka Tenko
- 1994: Prowincjonalne życie
- 1994: Superświnka – Prudence Plumm
- 1994–1998: Świat według Ludwiczka –
  - Żona Browna (odc. 2),
  - Pani Jensen (odc. 3),
  - Kelly Basset (odc. 6)
- 1994–1998: Spider-Man – Doktor Mariah Crawford
- 1994–1998: Magiczny autobus
- 1992–1997: X-Men – Sara
- 1992–1997: Kot Ik! –
  - Cynthia (odc. 58),
  - Margery – sekretarka Generała Galapagos,
  - Platynowa,
  - różne głosy
- 1992: Mikan – pomarańczowy kot – Kikuko Kusanagi (matka Toma)
- 1991: Przygody Syrenki
- 1991: Bola i Mada – Bola
- 1988: Scooby-Doo i oporny wilkołak – Googie
- 1986–1988: Dennis Rozrabiaka – Margaret Wade
- 1986–1987: Kucyki i przyjaciele
- 1985: Guziczek
- 1984–1985: Tęczowa kraina
- 1983–1985: Malusińscy
- 1982: Przygody Myszki Miki i Kaczora Donalda
- 1960–1966: Flintstonowie

## Dialogi polskie
- 1995: Księżniczka Tenko (odc. 3-8)
- 1994–1998: Świat według Ludwiczka (odc. 5, 9, 13, 24-26)
- 1986–1988: Dennis Rozrabiaka (odc. 20-22, 32-33, 53-55, 58-62)
- 1962–1987: Jetsonowie (odc. 28-29)

## Filmografia
- 1999: O największej kłótni

### Gościnnie
- 2000–2001: Adam i Ewa – Pielęgniarka w szpitalu, w którym leżała Monika, a potem Ewa
- 1997–2006: Klan –
  - Pielęgniarka z Bloku Operacyjnego, na którym leczyła się Krystyna,
  - Pasażerka taksówki Rysia
- 1997: Boża podszewka – kobieta, nie została wymieniona w czołówce